# Andrena tenuis
Andrena tenuis är en biart som beskrevs av Morawitz 1877. Andrena tenuis ingår i släktet sandbin, och familjen grävbin. Inga underarter finns listade i Catalogue of Life.